# Archives communales en France
 (mars 2022).

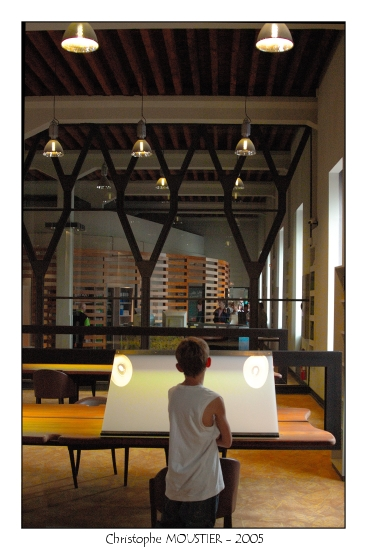
Salle de lecture des Archives municipales de Marseille.

Les archives communales ou archives municipales sont la fois les archives produites par la commune et les services municipaux et le service qui les conserve et qui les communique au public.

## Histoire et organisation
En France, les communes étant de tailles très diverses, de Rochefourchat dans la Drôme jusqu'à la Ville de Paris, les archives communales diffèrent dans la même proportion en volume et en diversité des fonds. Les services d'archives départementales associés aux départements ne présentent pas de telles disparités.
Les archives communales désignent donc aussi bien les liasses et registres qui tiennent sur quelques étagères d'une petite mairie d'une commune de moins de cent habitants que les kilomètres de documents gérés par les plus grandes villes. Une typologie simple peut ainsi se faire sur la base des moyens affectés par la commune à la conservation et gestion de ses archives : bâtiment dédié,  personnel permanent, salle de consultation ouverte aux usagers.
Dans beaucoup de communes, aucun personnel n'est exclusivement affecté à cette mission, seules les communes de quelque importance y affectant une part de leur budget en prévoyant les aménagements ou constructions que le volume croissant des archives requiert. Les villes les plus importantes ont organisé au fil du temps un service municipal spécifique avec du personnel spécialisé apte à répondre aux différentes attentes des élus, des autres services municipaux et des particuliers qui, pour des recherches administratives ou historiques, souhaitent consulter les archives.
Question terminologie, dès qu'un service d'archives est constitué en commune, on parle d'Archives municipales et non d'Archives communales. Au début du XXIe siècle, plus de 600 communes disposent d'un service d'archives municipales. Est-il légitime de rapprocher ce chiffre de celui des 855 dépôts d'hôtel-de-ville déclarés en 1770 par les intendants dans leurs rapports faits en province ? S'il est vrai que les villes ou plutôt les communautés de ville devaient gérer des titres, registres de délibérations, documents fiscaux et autres depuis des siècles, les services modernes, ouverts au public, sont peu comparables à ces dépôts vénérables mais réservés aux besoins administratifs immédiats.
En 1790, la continuité entre la paroisse et la commune - les nouveaux maires étant souvent les anciens syndics ou trésoriers des paroisses d'Ancien régime -, a facilité une transmission assez naturelle des archives antérieures à la Révolution aux nouvelles autorités. 
Les articles 61 et 62 de la loi n° 2016-925 du 7 juillet 2016 relative à la liberté de la création, à l'architecture et au patrimoine (dite « loi CAP ») ouvrent la possibilité d'une mutualisation des archives communales au niveau intercommunal. Ainsi, par exemple, le 1er mars 2016, Bordeaux Métropole associé aux villes de Bordeaux, de Pessac et de Bruges regroupèrent leurs services d'archives au sein des Archives de Bordeaux Métropole.

## Cadre réglementaire
Avec la loi du 20 septembre 1792, les registres paroissiaux tenus jusqu'alors par le clergé paroissial sont confiés au maire ainsi que la responsabilité de l'état civil dont la loi établit les modalités. Les maires des villes sont chargés de plus de la conservation des archives antérieures à la Révolution.
Quatre décennies passent sans que la gestion des archives communales ne suscite particulièrement la bienveillance du gouvernement.
Ensuite différentes circulaires (16 juin 1842 ; 25 août 1857 ; 20 novembre 1879) donnent les premières consignes (respect des fonds) pour finalement aboutir à un cadre de classement valable pour toutes les communes françaises.
La loi du 5 avril 1884 incite à la prévision budgétaire pour la gestion des archives. Plus tard, les communes rurales généralement trop démunies sont invitées à confier leurs archives aux Archives départementales.
La loi du 29 avril 1924 permet au préfet d'ordonner le dépôt d'archives communales aux Archives départementales. L’arrêté du 31 décembre 1926 du ministère de l'Instruction publique et des Beaux-Arts édicte un règlement des archives communales, assorti d’un cadre de classement, resté sans changement depuis.
Le Code général des collectivités territoriales fait obligation aux communes de consacrer des moyens et des locaux à leurs archives et notamment d'en faire le récolement à chaque renouvellement de la municipalité. Le code du patrimoine fait obligation à celles qui comptent moins de 2 000 habitants de déposer aux Archives départementales leur état civil de plus de 150 ans, les documents du cadastre ne servant plus depuis plus de 30 ans et leurs autres archives de plus de 100 ans. Ce dépôt peut être imposé pour les autres documents ainsi qu'aux communes de plus de 2 000 habitants lorsque la conservation n'est pas convenablement assurée.

### Cadre de classement des archives communales
Les archives communales sont cotées selon le cadre de classement défini par le règlement de 1926. Les domaines thématiques sont symbolisés par une lettre de l'alphabet : lettre doublée pour les archives anciennes, une seule lettre pour les archives modernes. Les séries d'archives modernes sont subdivisées en sous-séries thématiques, symbolisées par un chiffre. La cote d'archives se compose de la série ou sous-série, suivi du numéro d'article.
Des adaptations du cadre de classement sont fréquentes dans les services d'archives communales : attribution d'une sous-série par guerre mondiale par exemple, utilisation de la série T non réglementaire pour coter ce qui concerne l'urbanisme, etc. La série Fi (Documents figurés), réglementaire pour les Archives départementales, est fréquemment utilisée pour coter l'iconographie. Enfin, les archives communales ont adopté le système de cotation "en W" des archives départementales, afin de coter en continu les versements d'archives contemporaines.

#### Archives anciennes (antérieures à 1790)
AA : Actes constitutifs et politiques de la commune, correspondance générale
BB : Administration communale
CC : Finances, impôts, comptabilité
DD : Biens communaux, eaux et forêts, travaux publics, voirie
EE : Affaires militaires
FF : Justice, procédures, police
GG : Cultes, instruction publique, assistance publique
HH : Agriculture, industrie, commerce
II : Documents divers

#### Archives modernes
A : Lois et actes du pouvoir central
B : Actes de l'administration départementale
C : Bibliothèque administrative
D : Administration générale de la commune
- 1 D : Conseil municipal.
- 2 D : Actes de l'administration municipale (arrêtés, correspondance).
- 3 D : Administration de la commune.
- 4 D : Contentieux.

E : État civil
F : Population. Économie sociale. Statistique.
- 1 F : Population.
- 2 F : Commerce et industrie.
- 3 F : Agriculture.
- 4 F : Subsistances.
- 5 F : Statistique générale.
- 6 F : Mesures d'exception.
- 7 F : Travail.

G : Contributions. Administrations financières
- 1 G : Impôts directs (cadastre).
- 2 G : Impôts extraordinaires.
- 3 G : Rapports de la commune avec diverses administrations au point de vue financier (poste, poids et mesures).

H : Affaires militaires
- 1 H : Recrutement.
- 2 H : Administration militaire.
- 3 H : Garde nationale et sapeurs-pompiers.
- 4 H : Mesures d'exception et faits de guerre.

I : Police. Hygiène publique. Justice
- 1 I : Police locale.
- 2 I : Police urbaine.
- 3 I : Justice.
- 4 I : Répression (prison).
- 5 I : Hygiène publique et salubrité.

K : Élections. Personnel
- 1 K : Élections.
- 2 K : Personnel municipal.
- 3 K : Protocole et distinctions honorifiques.

L : Finances de la commune
- 1 L : Comptabilité.
- 2 L : Revenus et charges de la commune (emprunts, dons et legs, octroi).

M : Édifices communaux. Monuments et établissements publics
- 1 M : Édifices publics.
- 2 M : Édifices du culte et cimetières.
- 3 M : Édifices à usage de services d'assistance et de prévoyance.
- 4 M : Édifices à usage d'établissements d'enseignement, de sciences et d'art.

N : Biens communaux. Terres. Bois. Eaux
- 1 N : Biens communaux.
- 2 N : Bois.
- 3 N : Eaux.
- 4 N : Propriétés et droits divers.
- 5 N : Biens nationaux.

O : Travaux publics. Voirie. Moyens de transport. Régime des eaux
- 1 O : Travaux publics et voirie en général.
- 2 O : Moyens de transports et travaux divers.
- 3 O : Navigation et régime des eaux.

P : Cultes
- 1 P : Culte catholique.
- 2 P : Culte protestant.
- 3 P : Culte israélite.
- 4 P : Cultes divers.
- 5 P : Période révolutionnaire.
- 6 P : Police des cultes.

Q : Assistance et prévoyance
- 1 Q : Bureaux de bienfaisance, secours d'urgence.
- 2 Q : Œuvres charitables.
- 3 Q : Établissements hospitaliers, hospitalisation.
- 4 Q : Institutions diverses.
- 5 Q : Application des lois d'assistance et de prévoyance.

R : Instruction publique. Sciences, lettres et arts.
- 1 R : Instruction publique.
- 2 R : Sciences, lettres et arts.
- 3 R : Sport et tourisme.

S : Pièces n'entrant pas dans les séries précédentes.

#### Archives contemporaines
W : cotation des versements en continu.

## Modalités d'accès
Selon l'importance de la commune, il faut s'adresser à la mairie ou au service des Archives municipales s'il existe.
Les archives communales, comme celles produites par les services de l'Etat, sont des archives publiques dont les modalités d'accès sont définies par le Code du patrimoine et le Code des relations entre le public et l'administration.